# Kelly Loeffler
Kelly Lynn Loeffler ( /'lɛflər/; Bloomington, 27 de noviembre de 1970) es una política y empresaria estadounidense. Miembro del Partido Republicano, es la 28.ª administradora de la Agencia Federal de Pequeños Negocios desde el 20 de febrero de 2025 bajo la segunda presidencia de Donald Trump. Anteriormente, se desempeñó como senadora de los Estados Unidos por Georgia de 2020 a 2021.
Loeffler fue anteriormente directora ejecutiva (CEO) de Bakkt, una subsidiaria del proveedor de servicios financieros y productos básicos Intercontinental Exchange, de los cuales su esposo, Jeffrey Sprecher, es el director ejecutivo. Es copropietaria del Atlanta Dream de la Asociación Nacional de Baloncesto Femenino (WNBA).
Brian Kemp, el gobernador republicano de Georgia, nombró a Loeffler al Senado en diciembre de 2019 después de que el senador republicano Johnny Isakson renunciara por razones de salud. Loeffler se postuló en las elecciones especiales del Senado de los Estados Unidos de Georgia de 2020, cuyo ganador ocupará el escaño en el Senado hasta el 3 de enero de 2023. Terminó segunda en las elecciones del 3 de noviembre, avanzando a una segunda vuelta con el demócrata Raphael Warnock celebrada el 5 de enero de 2021. Los principales medios de comunicación, incluidos Decision Desk HQ, Associated Press, The New York Times y NBC News, declararon a Warnock ganador en las primeras horas del 6 de enero.
Loeffler se alineó fuertemente con el presidente Donald Trump y promocionó su "récord de votos del 100 por ciento de Trump" durante la campaña, aunque más tarde en la campaña votó para anular el veto de Trump a la Ley de Autorización de Defensa Nacional William M. (Mac) Thornberry para el año fiscal 2021. Fue investigada en relación con el escándalo de uso de información privilegiada del Congreso de 2020 después de vender acciones de empresas vulnerables a la pandemia de COVID-19 valoradas en varios millones de dólares el mismo día en que asistió a una sesión informativa privada del Comité de Salud, Educación, Trabajo y Pensiones sobre la enfermedad, antes de que se alertara al público sobre su gravedad. Tanto el Departamento de Justicia como el Comité de Ética del Senado finalmente abandonaron sus investigaciones sobre Loeffler, y el Comité de Ética del Senado no encontró ninguna evidencia de que ella violara la ley federal, las reglas del Senado o las normas de conducta.
Después de las elecciones de noviembre de 2020, Loeffler y su compañero senador David Perdue afirmaron que había habido "fracasos" en las elecciones y pidieron la renuncia del secretario de Estado de Georgia, Brad Raffensperger, quien rechazó las acusaciones. Más tarde apoyó una demanda de los aliados de Trump que buscaban revocar los resultados de las elecciones, y también anunció su intención de oponerse a la certificación de los resultados del Colegio Electoral en el Congreso. Después del asalto al Capitolio de los Estados Unidos el 6 de enero de 2021, Loeffler anunció que, después de todo, votaría para certificar las elecciones, y lo hizo esa noche.

## Temprana edad y educación
Loeffler nació en Bloomington, Illinois, de Don y Lynda (née Munsell) Loeffler, y se crio en la granja de maíz y soja de su familia en Stanford, Illinois. En 1988, se graduó de la Olympia High School en Stanford, donde estuvo en la banda de música, corrió a campo traviesa y pista, y jugó baloncesto universitario.
En 1992, Loeffler se graduó con una licenciatura en mercadotecnia de la Universidad de Illinois en Urbana-Champaign en la Facultad de Negocios Gies, donde fue miembro de la hermandad Alpha Gamma Delta. Después de la universidad, trabajó para Toyota como gerente de cuentas de distrito. En 1999, Loeffler se graduó con una Maestría en Administración de Empresas (MAE) en finanzas internacionales y mercadotecnia de la Escuela de Negocios de Graduados de Kellstadt de la Universidad DePaul. Ella financió la matrícula de la escuela de posgrado hipotecando tierras heredadas de sus abuelos.

## Biografía
Loeffler nació en Bloomington, Illinois y se crio en una granja cercana de maíz y soja en Stanford, Illinois, donde desbrozó los campos cuando era niña. En 1988, Loeffler se graduó de Olympia High School en Stanford, Illinois, y participó en los equipos universitarios de baloncesto, cross country y atletismo de niñas. Loeffler se graduó con una licenciatura en mercadotecnia de la Universidad de Illinois en Urbana – Champaign 's Gies College of Business en 1992. [3] Trabajó para Toyota [4] y luego obtuvo un Master of Business Administration (MBA) en internacional finanzas y mercadeo de la Escuela de Graduados de Negocios Kellstadt de la Universidad de DePaul en 1999. Trabajó para Citibank, William Blair & Company y Crossroads Group después de obtener su MBA. 
En 2002, Loeffler se unió a Intercontinental Exchange, un proveedor de servicios financieros y de productos básicos. Se convirtió en la vicepresidenta de relaciones con inversores y comunicaciones corporativas. Loeffler compró una participación minoritaria en el sueño de Atlanta de la Asociación Nacional de Baloncesto Femenino (WNBA) en 2010. Mary Brock y Loeffler compraron el sueño de Atlanta a Kathy Betty en 2011.Ella se convirtió en la director ejecutivo (CEO) de Bakkt , una subsidiaria de Intercontinental Exchange, en 2018.

## Carrera política

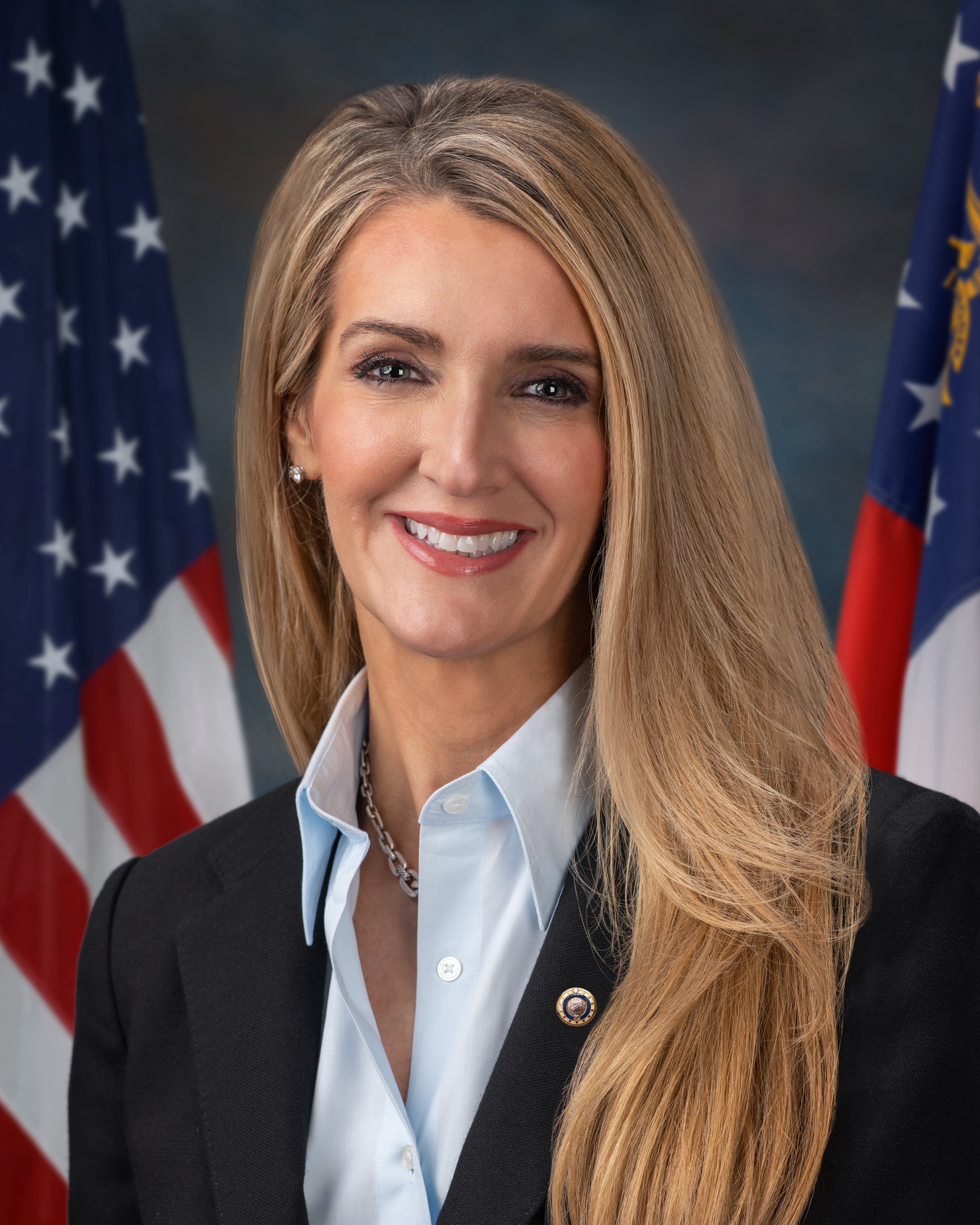
Retrato oficial de Loeffler como senadora, 2020

Según el Centro no partidista de política receptiva, Loeffler y su esposo han donado $ 3.2 millones a comités políticos. Si bien la mayoría de estas donaciones se destinaron al Partido Republicano, algunas se destinaron a los demócratas, incluido David Scott, quien recibió $ 10,200. Loeffler donó $ 750,000 para Restaurar Nuestro Futuro, un Super PAC que apoya la campaña presidencial 2012 del exgobernador Mitt Romney. El Comité Senatorial Republicano Nacional también recibió $ 247,500 de Loeffler y su esposo. 
Loeffler consideró por primera vez postularse para un cargo en 2014. Jugó con la búsqueda de la nominación republicana en las elecciones al Senado de Estados Unidos de 2014 en Georgia, pero finalmente aprobó la carrera debido a la fusión pendiente de Intercontinental Exchange con la Bolsa de Nueva York. 
En noviembre de 2019, Loeffler presentó una solicitud para reemplazar al senador titular Johnny Isakson, quien había anunciado su renuncia al Senado de los Estados Unidos, a partir del 31 de diciembre, por razones de salud, luego de ser reelegido en 2016. Ella ha declarado su intención de postularse en las elecciones especiales de 2020 para completar el mandato de Isakson. Más tarde ese mes, el Atlanta Journal-Constitution informó que Loeffler era la elección del gobernador Brian Kemp para el puesto, y anunció el 4 de diciembre que la nombraría cuando el puesto quedara vacante.[14] Loeffler planea gastar $ 20 millones de su propio dinero en su campaña de reelección de 2020.

## Vida personal
Loeffler es católica.
En 2004, se casó con Jeffrey Sprecher, fundador y director ejecutivo de Intercontinental Exchange y presidente de la Bolsa de Valores de Nueva York. Viven en Tuxedo Park, Atlanta, en una finca de $10.5 millones y 1400 m² llamada Descante, comprada en 2013 en lo que entonces era la transacción inmobiliaria residencial más cara jamás registrada en Atlanta. Tienen cuatro casas adicionales y un condominio. En noviembre de 2020, Newsweek informó que el patrimonio neto combinado de Loeffler y Sprecher era de $800 millones, lo que la convierte en la senadora estadounidense más rica. Días antes de que se anunciaran los términos de la Ley CARES, Sprecher compró hasta un millón de dólares en acciones de empresas que podrían beneficiarse de la factura.
Loeffler utiliza un jet privado Bombardier Challenger 300 para su trabajo en el Senado y campañas políticas; estos aviones suelen costar entre $7 millones de dólares y más de $20 millones de dólares.